# Patentolie
Patentolie is de naam voor geraffineerde raapolie.
Het raffinageproces, uitgevonden in 1802 door Louis-Jacques Thénard, geschiedt met behulp van zwavelzuur, waardoor de bestanddelen die stank en roet veroorzaken worden verwijderd. Dit maakt de olie geschikt als lichtbron in de olielamp en eventueel als grondstof voor verfbereiding.
Op basis van dit proces verschenen her en der zogenaamde patentoliefabrieken of patenterijen. In 1819 waren er zeven patentoliefabrieken in Nederland. Omstreeks 1850 bestonden er diverse, onder meer in Westzaan, Zaandam, Zaandijk en Dordrecht. Er ontstond een felle concurrentiestrijd met de gasverlichting:
De nieuwe patent-olie overtreft alle andere oliën, zelfs het beste Kolengaz in helderheid en lichtvermogen; zij brandt zonder te flikkeren, vertoont door haar zuiver wit licht de voorwerpen in hunne juiste kleuren als bij daglicht en verspreidt onder het branden noch rook, noch onzuivere lucht.
vermeldde een advertentie uit 1859. Doch reeds vanaf de jaren 40 van de 19e eeuw werd het gebruik van patentolie geleidelijk verdrongen door dat van steenkoolgas. Ook de vanaf 1859 opkomende petroleumlamp met kerosine als brandstof heeft aan de neergang van patentolie bijgedragen.
In 1850 waren er in Nederland nog 80 patentoliefabriekjes, dit aantal liep terug tot 22 in 1890. In 1910 lijkt er van patentoliefabricage geen sprake meer.